# Marock (film)
 (janvier 2020).
Si vous disposez d'ouvrages ou d'articles de référence ou si vous connaissez des sites web de qualité traitant du thème abordé ici, merci de compléter l'article en donnant les références utiles à sa vérifiabilité et en les liant à la section « Notes et références ».
Pour les articles homonymes, voir Marock (homonymie).
Pour plus de détails, voir Fiche technique et Distribution.
Marock est un film marocain réalisé par Laïla Marrakchi, sorti en 2005.

## Synopsis
Ramadan 1997 à Casablanca : à l'approche de son baccalauréat littéraire, Rita Belghiti et ses amis de la bourgeoisie casablancaise s'amusent en contournant les interdits de la société musulmane. Tout égarement s'y prête, tantôt ce sera les soirées et main collés aux fesses de bonnes, tantôt ce sera les joints roulés dans les toilettes entre deux verres.
Rita étudie au lycée Lyautey de la haute société casablancaise. Le cadre "jeunesse dorée" du film se ressent : les paysages, les courses de voitures, l'immense maison de Rita...
Alors que son frère Mao, qui semble être devenu plus proche de la religion, revient de Londres pour le Ramadan, Rita tombe sous le charme de Youri, un soir lorsque leurs regards se croisent. Celui-ci est un juif marocain.
Avec ses amies, Rita se fait une promesse : elle et Youri, ce sera plié avant la fin du Ramadan. Promesse tenue sur le toit de Rita. Il s'ensuit toutes les débauches qu'on assimilent le plus souvent à la jeunesse, mais également des moments purs, uniques et finalement rares qu'auront à partager Rita et Youri. 
Marock n'est pas seulement un drame ou un coming of age, c'est l'histoire de toute une génération, c'est la jeunesse de toute une vie. Marock a finalement marqué cette jeunesse dorée casablancaise des années 2000 et continue à marquer la jeunesse actuelle. 
Véritable phénomène de société. 

## Fiche technique
- Titre : Marock
- Réalisation : Laïla Marrakchi
- Scénario : Laïla Marrakchi
- Production : Stéphanie Carreras, Adeline Lecallier
- BO (bande originale) : Charles-Henri de Pierrefeu, Mathieu Dugelay, David Bowie, Tahiti 80, Ronnie Bird, Army of Lovers
- Photographie : Maxime Alexandre
- 1er Assistant Réalisateur : Ali Cherkaoui
- Montage : Pascale Fenouillet
- Décors : Jean-Marc Tran Tan Ba
- Costumes : Emma Bellocq, Hélène Busuttil, Clémentine Joya
- Pays d'origine :  Maroc
- Format : couleur - 2,35:1 - Dolby Digital - 35 mm
- Genre : comédie dramatique, romance
- Durée : 105 minutes
- Dates de sortie : 
  - 20 mai 2005 (festival de Cannes),
  - 15 février 2006 (France),
  - 22 février 2006 (Belgique),
  - 10 mai 2006 (Maroc)

## Distribution
- Morjana Alaoui : Rita Belghiti
- Matthieu Boujenah : Youri Benchetrit
- Razika Nayis : Asmaa
- Fatym Layachi : Sofia
- Assaâd Bouab : Mao
- Rachid Benhaissan : Driss
- Khalid Maadour : Omar
- Jérôme Azogui : Mike
- Michael Souda : Mahdi

## BO (bande originale)
Dans ce film, on retrouve plusieurs chansons:
- The Auteurs - Junk Shop Clothes
- Ronnie Bird - Sad Soul
- David Bowie - Rock'n'Roll Suicide
- Orange Juice - Love
- Tahiti80 - Open Book
- Peaches & Herb - Shake Your Groove Thing
- Snap! - The Power
- Mano Negra - Sidi H'Bibi
- Army Of Lovers - Crucified

## Anecdote du film
- Le tournage s'est déroulé à Casablanca, au Maroc, du 27 juin au 7 août 2004.
- Le quotidien arabophone Attajdid, porte-parole du Parti de la justice et du développement, a consacré dans son édition du mercredi 3 mai 2006, un dossier de quatre pages au film où il a critiqué sévèrement Laïla Marrakchi, la réalisatrice du film[1].
- Lors de l’émission polémiques, diffusée sur 2M, Hamid Berrada, journaliste à Jeune Afrique, a posé la question suivante à Lahcen Daoudi, député du PJD : «Si le film Marock sort, est-ce que vous allez manifester contre ?». La réponse de Daoudi était la suivante : « Si les gens veulent manifester, ils sont libres de le faire ».